# Rodgers und Hart

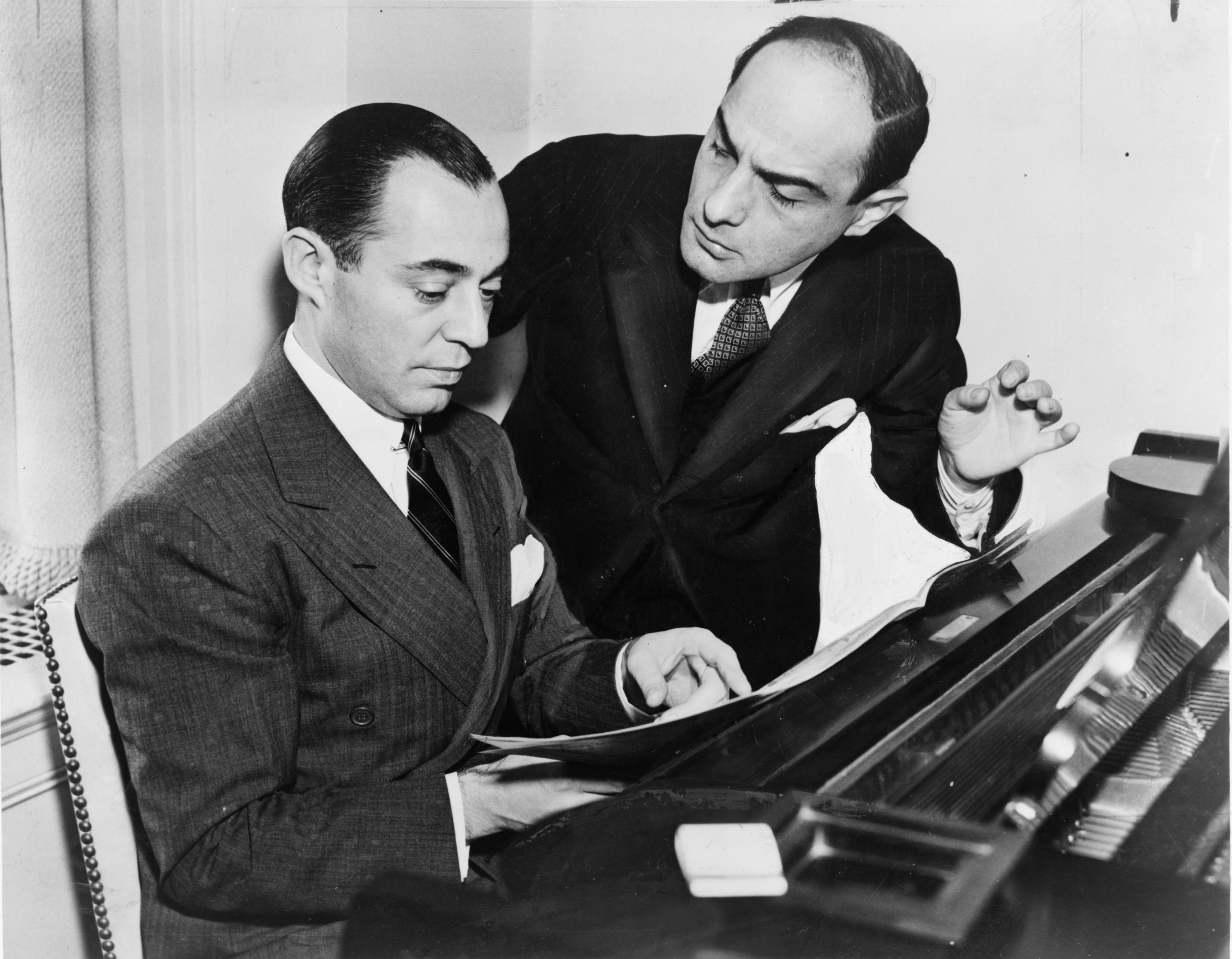
Rodgers (links) und Hart (rechts) (1936)

Richard Rodgers und Lorenz Hart waren US-amerikanische Songwriter des Great American Songbook.

## Übersicht
Rodgers und Hart waren in den 1920er- und 1930er-Jahren eines der produktivsten und erfolgreichsten „Songwriting-Teams“ am Broadway. Rodgers komponierte und Hart schrieb die Liedtexte. Zugleich bildeten sie eine der ersten Partnerschaften, die als solche in der damaligen Öffentlichkeit wahrgenommen wurde (man denke auch an die Zusammenarbeit der Brüder George Gershwin und Ira Gershwin) und die mehr als nur eine künstlerische war. Es war das erste Mal, dass ein Liedtexter denselben Anteil an den Tantiemen wie der Komponist bekam. Von 1919 bis 1943 schufen sie an die 30 Musicals für Bühne und Film. Vor allem zu Beginn der 1930er-Jahre arbeiteten sie für Hollywood und schrieben Filmsongs und Filmmusiken. Viele ihrer Lieder wurden zu Standards. 1943 endete ihre Zusammenarbeit durch Harts frühen Tod. In dieser Zeit begann auch die Partnerschaft Rodgers’ mit Oscar Hammerstein.

## Werke

### Show-Musicals und Musical Revues
- 1925: The Garrick Gaieties
- 1925: Dearest Enemy
- 1926: The Girl Friend
- 1926: Peggy-Ann
- 1926: Betsy
- 1927: A Connecticut Yankee
- 1928: She’s My Baby
- 1928: Present Arms – Verfilmung 1930 (Titel: Leathernecking)
- 1928: Chee-Chee
- 1929: Spring Is Here – Verfilmung 1930
- 1929: Heads Up – Verfilmung 1930
- 1930: Simple Simon
- 1931: America’s Sweetheart
- 1935: Jumbo – Verfilmung 1962
- 1936: On Your Toes – (enthält das Jazzballett Slaughter On Tenth Avenue) – Verfilmung 1939
- 1937: Babes in Arms – Verfilmung 1939
- 1937: I’d Rather Be Right
- 1938: I Married an Angel – Verfilmung 1942
- 1938: The Boys from Syracuse – Verfilmung 1940
- 1938: Too Many Girls – Verfilmung 1940
- 1940: Higher and Higher – Verfilmung 1944
- 1940: Pal Joey – Verfilmung 1957
- 1942: By Jupiter

#### Filmarbeiten
- 1931: The Hot Heiress
- 1932: The Phantom President
- 1932: Love Me Tonight
- 1933: Hallelujah, I’m A Bum
- 1941: They Met In Argentina

### Bekannte Lieder
- Blue Moon
- Little Girl Blue
- My Funny Valentine
- The Lady Is a Tramp
- Have You Met Miss Jones (aus I’d Rather Be Right, 1937)
- Thou Swell

## Filme über Rodgers und Hart
- 1929 Makers Of Melody (Kurzfilm)
- 1948 Words and Music Regie: Norman Taurog
- 1999 The Rodgers & Hart Story: Thou Swell, Thou Witty (TV-Dokumentarfilm)